# Europaspiele 2015/Teilnehmer (Spanien)
| Gelbes Symbol für Goldmedaillen mit stilisierten Olympischen Ringen | Graues Symbol für Silbermedaillen mit stilisierten Olympischen Ringen | Braundes Symbol für Bronzemedaillen mit stilisierten Olympischen Ringen |
| ------------------------------------------------------------------- | --------------------------------------------------------------------- | ----------------------------------------------------------------------- |
| 8                                                                   | 11                                                                    | 11                                                                      |

Spanien nahm in Baku an den Europaspielen 2015 teil. Vom Comité Olímpico Español wurden 216 Athleten in 22 Sportarten nominiert. Fahnenträger bei der Eröffnungszeremonie war der Taekwondoin Joel González.

## Badminton
| Athleten                   | Wettbewerb | Gruppenphase                       | Gruppenphase | Gruppenphase | Gruppenphase | Achtelfinale      | Achtelfinale        | Viertelfinale                             | Viertelfinale       | Halbfinale        | Halbfinale          | Finale     | Finale       | Rang   |
| Athleten                   | Wettbewerb | Gegner                             | Ergebnis     | Punkte       | Rang         | Gegner            | Ergebnis            | Gegner                                    | Ergebnis            | Gegner            | Ergebnis            | Gegner     | Ergebnis     | Rang   |
| -------------------------- | ---------- | ---------------------------------- | ------------ | ------------ | ------------ | ----------------- | ------------------- | ----------------------------------------- | ------------------- | ----------------- | ------------------- | ---------- | ------------ | ------ |
| Frauen                     |            |                                    |              |              |              |                   |                     |                                           |                     |                   |                     |            |              |        |
| Clara Azurmendi            | Einzel     | Sónia Gonçalves                    | 21:16, 21:10 | 4            | 2            | Natalja Perminowa | 21:18, 21:14        | Linda Setschiri                           | 19:21, 21:17, 21:17 | Lianne Tan        | 21:16, 19:21, 13:21 | –          | –            | Bronze |
| Clara Azurmendi            | Einzel     | Line Kjærsfeldt                    | 6:21, 12:21  | 4            | 2            | Natalja Perminowa | 21:18, 21:14        | Linda Setschiri                           | 19:21, 21:17, 21:17 | Lianne Tan        | 21:16, 19:21, 13:21 | –          | –            | Bronze |
| Clara Azurmendi            | Einzel     | Milica Simić                       | 21:11, 21:10 | 4            | 2            | Natalja Perminowa | 21:18, 21:14        | Linda Setschiri                           | 19:21, 21:17, 21:17 | Lianne Tan        | 21:16, 19:21, 13:21 | –          | –            | Bronze |
| Laura Molina, Haideé Ojeda | Doppel     | Özge Bayrak, Neslihan Yiğit        | 12:21, 12:21 | 4            | 2            | –                 | –                   | Jekaterina Bolotowa, Jewgenija Kossezkaja | 15:21, 11:21        | –                 | –                   | –          | –            |        |
| Laura Molina, Haideé Ojeda | Doppel     | Katarina Galenić, Staša Poznanović | 21:14, 21:17 | 4            | 2            | –                 | –                   | Jekaterina Bolotowa, Jewgenija Kossezkaja | 15:21, 11:21        | –                 | –                   | –          | –            |        |
| Laura Molina, Haideé Ojeda | Doppel     | Šárka Křížková, Kateřina Tomalová  | 21:9, 21:10  | 4            | 2            | –                 | –                   | Jekaterina Bolotowa, Jewgenija Kossezkaja | 15:21, 11:21        | –                 | –                   | –          | –            |        |
| Männer                     |            |                                    |              |              |              |                   |                     |                                           |                     |                   |                     |            |              |        |
| Pablo Abián                | Einzel     | Iztok Utroša                       | 21:9, 21:12  | 4            | 2            | Wladimir Malkow   | 25:23, 19:21, 21:15 | Zvonimir Đurkinjak                        | 21:12, 21:13        | Kęstutis Navickas | 20:22, 21:16, 21:13 | Emil Holst | 21:12, 23:21 | Gold   |
| Pablo Abián                | Einzel     | Raul Must                          | 21:19, 21:15 | 4            | 2            | Wladimir Malkow   | 25:23, 19:21, 21:15 | Zvonimir Đurkinjak                        | 21:12, 21:13        | Kęstutis Navickas | 20:22, 21:16, 21:13 | Emil Holst | 21:12, 23:21 | Gold   |
| Pablo Abián                | Einzel     | Dieter Domke                       | 17:21, 17:21 | 4            | 2            | Wladimir Malkow   | 25:23, 19:21, 21:15 | Zvonimir Đurkinjak                        | 21:12, 21:13        | Kęstutis Navickas | 20:22, 21:16, 21:13 | Emil Holst | 21:12, 23:21 | Gold   |

## Basketball 3x3
| Athleten                                                        | Gruppenphase                               | Achtelfinale | Achtelfinale | Viertelfinale | Viertelfinale | Halbfinale | Halbfinale | Finale/Spiel um Bronze | Finale/Spiel um Bronze | Rang   |
| Athleten                                                        | Gruppenphase                               | Gegner       | Ergebnis     | Gegner        | Ergebnis      | Gegner     | Ergebnis   | Gegner                 | Ergebnis               | Rang   |
| --------------------------------------------------------------- | ------------------------------------------ | ------------ | ------------ | ------------- | ------------- | ---------- | ---------- | ---------------------- | ---------------------- | ------ |
| Frauen                                                          |                                            |              |              |               |               |            |            |                        |                        |        |
| Vega Gimeno Arantxa Novo Esther Montenegro Inmaculada Zanoguera | Slowakei 14:6 Slowenien 18:10 Irland 21:11 | Türkei       | 11:5         | Aserbaidschan | 19:17         | Russland   | 12:13      | Slowenien              | 19:9                   | Bronze |
| Männer                                                          |                                            |              |              |               |               |            |            |                        |                        |        |
| Sergio de la Fuente Álex Llorca Nacho Martín Juan Vasco         | Türkei 19:9 Spanien 16:19 Belgien 20:13    | Italien      | 22:20        | Aserbaidschan | 17:14         | Serbien    | 19:14      | Russland               | 14:18                  | Silber |

## Beachsoccer
| Athleten | Gruppenphase                                   | Spiel um Platz 5–8 | Spiel um Platz 5–8 | Spiel um Platz 5–6 | Spiel um Platz 5–6 | Finale | Finale   | Rang |
| Athleten | Gruppenphase                                   | Gegner             | Ergebnis           | Gegner             | Ergebnis           | Gegner | Ergebnis | Rang |
| --- | ---------------------------------------------- | ------------------ | ------------------ | ------------------ | ------------------ | ------ | -------- | ---- |
| Männer |                                                |                    |                    |                    |                    |        |          |      |
| Nicolás Alvarado Salvador Ardil Ezequiel Carrera Francisco José Cintas Francisco Jesús Donaire Llorenç Gómez Juan Manuel Martín Antonio José Mayor Francisco Mejías Cristian Méndez Francisco Raúl Mérida Daniel Pajón | Italien 1:1, 3:5 i. E. Ungarn 5:2 Russland 3:5 | Aserbaidschan      | 3:1                | Ukraine            | 6:3                | –      | –        | 5    |

## Beachvolleyball
| Athleten                                     | Gruppenphase                                          | 1. Runde (32er)                   | 1. Runde (32er) | Achtelfinale                          | Achtelfinale | Viertelfinale                   | Viertelfinale | Halbfinale | Halbfinale | Finale/Spiel um Bronze | Finale/Spiel um Bronze | Rang |
| Athleten                                     | Gruppenphase                                          | Gegner                            | Ergebnis        | Gegner                                | Ergebnis     | Gegner                          | Ergebnis      | Gegner     | Ergebnis   | Gegner                 | Ergebnis               | Rang |
| -------------------------------------------- | ----------------------------------------------------- | --------------------------------- | --------------- | ------------------------------------- | ------------ | ------------------------------- | ------------- | ---------- | ---------- | ---------------------- | ---------------------- | ---- |
| Frauen                                       |                                                       |                                   |                 |                                       |              |                                 |               |            |            |                        |                        |      |
| Amaranta Fernández, Esther Rivera            | Finnland 0:2 Italien 0:2 Belarus 2:0                  | Valeryia Babenka, Yana Mileuskaya | 2:1             | Karolina Rehácková, Eliška Gálová     | 1:2          | –                               | –             | –          | –          | –                      | –                      |      |
| Ángela Lobato Herrero, Paula Soria Gutiérrez | Belarus 2:0 Norwegen 2:0                              | –                                 | –               | Diana Žolnerčíková, Martina Jakubšová | 2:1          | Nicole Eiholzer, Nina Betschart | 0:2           | –          | –          | –                      | –                      |      |
| Männer                                       |                                                       |                                   |                 |                                       |              |                                 |               |            |            |                        |                        |      |
| Christian García, Francisco Alfredo Marco    | Estland 1:2 Vereinigtes Königreich 2:0 Österreich 1:2 | Přemysl Kubala, Jan Hadrava       | 1:2             | –                                     | –            | –                               | –             | –          | –          | –                      | –                      |      |
| César Menéndez, Francisco Tómas              | Schweiz 2:0 Ukraine 1:2 Polen 1:2                     | –                                 | –               | –                                     | –            | –                               | –             | –          | –          | –                      | –                      |      |

## Bogenschießen
| Athleten                     | Wettbewerb | Platzierungsrunde | Platzierungsrunde | 1. Runde (64er)         | 1. Runde (64er) | 2. Runde (32er)      | 2. Runde (32er) | Achtelfinale       | Achtelfinale | Viertelfinale      | Viertelfinale | Halbfinale         | Halbfinale | Finale/Spiel um Bronze | Finale/Spiel um Bronze | Rang   |
| Athleten                     | Wettbewerb | Ringe             | Rang              | Gegner                  | Ergebnis        | Gegner               | Ergebnis        | Gegner             | Ergebnis     | Gegner             | Ergebnis      | Gegner             | Ergebnis   | Gegner                 | Ergebnis               | Rang   |
| ---------------------------- | ---------- | ----------------- | ----------------- | ----------------------- | --------------- | -------------------- | --------------- | ------------------ | ------------ | ------------------ | ------------- | ------------------ | ---------- | ---------------------- | ---------------------- | ------ |
| Frauen                       |            |                   |                   |                         |                 |                      |                 |                    |              |                    |               |                    |            |                        |                        |        |
| Miriam Alarcón               | Einzel     | 623               | 38                | Shireen-Zoë de Vries    | W/O             | Guendalina Sartori   | 4 : 6           | –                  | –            | –                  | –             | –                  | –          | –                      | –                      |        |
| Alicia Marín                 | Einzel     | 636               | 19                | Laura Nurmsalu          | 6 : 2           | Laura Ruggieri       | 6 : 5           | Iulia Lobschanidse | 6 : 2        | Guendalina Sartori | 6 : 2         | Maja Jager         | 1 : 7      | Evangelia Psarra       | 6 : 4                  | Bronze |
| Adriana Martín               | Einzel     | 629               | 29                | Dobromira Danailova     | 6 : 4           | Chatuna Narimanidse  | 5 : 6           | –                  | –            | –                  | –             | –                  | –          | –                      | –                      |        |
| Mannschaft                   | Mannschaft | 1888              | 8                 | –                       | –               | –                    | –               | Belarus            | 3 : 5        | –                  | –             | –                  | –          | –                      | –                      |        |
| Männer                       |            |                   |                   |                         |                 |                      |                 |                    |              |                    |               |                    |            |                        |                        |        |
| Miguel Alvariño              | Einzel     | 666               | 12                | Alexandros Karageorgiou | 6 : 4           | Robin Ramaekers      | 6 : 0           | Florian Kahllund   | 7 : 3        | Heorhiy Ivanytskyy | 6 : 5         | Sławomir Napłoszek | 7 : 3      | Sjef van den Berg      | 7 : 1                  | Gold   |
| Antonio Fernández            | Einzel     | 650               | 37                | Alexander Bertschler    | 6 : 0           | Florian Kahllund     | 4 : 6           | –                  | –            | –                  | –             | –                  | –          | –                      | –                      |        |
| Juan Ignacio Rodríguez       | Einzel     | 659               | 24                | Paul Andre Hagen        | 6 : 2           | Den Habjan Malavašič | 1 : 7           | –                  | –            | –                  | –             | –                  | –          | –                      | –                      |        |
| Mannschaft                   | Mannschaft | 1975              | 7                 | –                       | –               | –                    | –               | Türkei             | 5 : 4        | Belarus            | 6 : 0         | Frankreich         | 5 : 4      | Ukraine                | 4 : 5                  | Silber |
| Mixed                        |            |                   |                   |                         |                 |                      |                 |                    |              |                    |               |                    |            |                        |                        |        |
| Miguel Alvariño Alicia Marín | Team       | 1302              | 11                | –                       | –               | –                    | –               | Frankreich         | 5 : 3        | Georgien           | 4 : 5         | –                  | –          | –                      | –                      |        |

## Boxen
| Athleten                | Wettbewerb                  | 1. Runde (32er)    | 1. Runde (32er) | Achtelfinale    | Achtelfinale | Viertelfinale      | Viertelfinale | Halbfinale | Halbfinale | Finale | Finale   | Rang |
| Athleten                | Wettbewerb                  | Gegner             | Ergebnis        | Gegner          | Ergebnis     | Gegner             | Ergebnis      | Gegner     | Ergebnis   | Gegner | Ergebnis | Rang |
| ----------------------- | --------------------------- | ------------------ | --------------- | --------------- | ------------ | ------------------ | ------------- | ---------- | ---------- | ------ | -------- | ---- |
| Frauen                  |                             |                    |                 |                 |              |                    |               |            |            |        |          |      |
| Jennifer Miranda        | Leichtgewicht bis 60 kg     | –                  | –               | Estelle Mossely | 0:3          | –                  | –             | –          | –          | –      | –        |      |
| Männer                  |                             |                    |                 |                 |              |                    |               |            |            |        |          |      |
| José Kelvin de la Nieve | Fliegengewicht bis 52 kg    | –                  | –               | Daniel Assenow  | 0:3          | –                  | –             | –          | –          | –      | –        |      |
| Diego Ferrer            | Bantamgewicht bis 56 kg     | Nicolae Andreianav | 0:3             | –               | –            | –                  | –             | –          | –          | –      | –        |      |
| Johan Orozco            | Halbweltergewicht bis 64 kg | Daniel Niculescu   | 0:2             | –               | –            | –                  | –             | –          | –          | –      | –        |      |
| Youba Sissokho          | Weltergewicht bis 69 kg     | –                  | –               | Mihails Pavlovs | 3:0          | Alexander Besputin | 0:3           | –          | –          | –      | –        |      |
| Alejandro Camacho       | Halbschwergewicht bis 81 kg | Matuš Strnisko     | 0:3             | –               | –            | –                  | –             | –          | –          | –      | –        |      |

## Fechten
| Athleten         | Wettbewerb   | Gruppenphase | Gruppenphase | 1. Runde (32er)   | 1. Runde (32er) | Achtelfinale        | Achtelfinale | Viertelfinale      | Viertelfinale | Halbfinale / Klassifikation | Halbfinale / Klassifikation | Finale / Platzierung | Finale / Platzierung | Rang |
| Athleten         | Wettbewerb   | Bilanz       | Platzierung  | Gegner            | Ergebnis        | Gegner              | Ergebnis     | Gegner             | Ergebnis      | Gegner                      | Ergebnis                    | Gegner               | Ergebnis             | Rang |
| ---------------- | ------------ | ------------ | ------------ | ----------------- | --------------- | ------------------- | ------------ | ------------------ | ------------- | --------------------------- | --------------------------- | -------------------- | -------------------- | ---- |
| Frauen           |              |              |              |                   |                 |                     |              |                    |               |                             |                             |                      |                      |      |
| Laia Vila        | Säbel Einzel | 3:2 Siege    | 2            | –                 | –               | Vassiliki Vougiouka | 8:15         | –                  | –             | –                           | –                           | –                    | –                    |      |
| Männer           |              |              |              |                   |                 |                     |              |                    |               |                             |                             |                      |                      |      |
| José Luis Abajo  | Degen Einzel | 2:4 Siege    | 6            | Andrea Santarelli | 15:11           | Bartosz Piasecki    | 12:15        | –                  | –             | –                           | –                           | –                    | –                    |      |
| Fernando Casares | Säbel Einzel | 3:1 Siege    | 2            | Ilja Motorin      | 15:13           | Seppe Van Holsbeke  | 15:14        | Alberto Pellegrini | 13:15         | –                           | –                           | –                    | –                    |      |

## Judo
| Athleten                                                             | Wettbewerb               | 1. Runde         | 1. Runde | 2. Runde           | 2. Runde | Achtelfinale        | Achtelfinale | Viertelfinale      | Viertelfinale | Hoffnungsrunde Halbfinale | Hoffnungsrunde Halbfinale | Halbfinale    | Halbfinale | Hoffnungsrunde Finale | Hoffnungsrunde Finale | Finale / Kampf um Bronze | Finale / Kampf um Bronze | Rang |
| Athleten                                                             | Wettbewerb               | Gegner           | Ergebnis | Gegner             | Ergebnis | Gegner              | Ergebnis     | Gegner             | Ergebnis      | Gegner                    | Ergebnis                  | Gegner        | Ergebnis   | Gegner                | Ergebnis              | Gegner                   | Ergebnis                 | Rang |
| -------------------------------------------------------------------- | ------------------------ | ---------------- | -------- | ------------------ | -------- | ------------------- | ------------ | ------------------ | ------------- | ------------------------- | ------------------------- | ------------- | ---------- | --------------------- | --------------------- | ------------------------ | ------------------------ | ---- |
| Frauen                                                               |                          |                  |          |                    |          |                     |              |                    |               |                           |                           |               |            |                       |                       |                          |                          |      |
| Julia Figueroa                                                       | Klasse bis 48 kg         | –                | –        | –                  | –        | Cristina Budescu    | 100-000      | Ebru Şahin         | 000–001       | Valentina Moscatt         | 001–000                   | –             | –          | –                     | –                     | Irina Dolgova            | 000–010                  | 5    |
| Laura Gómez                                                          | Klasse bis 52 kg         | –                | –        | Judith Biedermann  | 100-000  | Mareen Kräh         | 000–001      | –                  | –             | –                         | –                         | –             | –          | –                     | –                     | –                        | –                        |      |
| Concepción Bellorín                                                  | Klasse bis 57 kg         | –                | –        | Sanne Verhagen     | 000–110  | –                   | –            | –                  | –             | –                         | –                         | –             | –          | –                     | –                     | –                        | –                        |      |
| Jaione Equisoain                                                     | Klasse bis 57 kg         | –                | –        | Iwelina Iliewa     | 000–100  | –                   | –            | –                  | –             | –                         | –                         | –             | –          | –                     | –                     | –                        | –                        |      |
| Isabel Puche                                                         | Klasse bis 63 kg         | –                | –        | Andreja Đaković    | 000–001  | –                   | –            | –                  | –             | –                         | –                         | –             | –          | –                     | –                     | –                        | –                        |      |
| María Bernabéu                                                       | Klasse bis 70 kg         | –                | –        | Alena Eiglova      | 100–000  | Szabina Gercsák     | 000–001      | –                  | –             | –                         | –                         | –             | –          | –                     | –                     | –                        | –                        |      |
| Laia Talarn                                                          | Klasse bis 78 kg         | –                | –        | –                  | –        | Abigél Joó          | 000–100      | –                  | –             | –                         | –                         | –             | –          | –                     | –                     | –                        | –                        |      |
| Marta Tort                                                           | Klasse bis 78 kg         | –                | –        | –                  | –        | Anamari Velenšek    | 000–111      | –                  | –             | –                         | –                         | –             | –          | –                     | –                     | –                        | –                        |      |
| María Mónica Berenciano                                              | Klasse bis 57 kg (blind) | –                | –        | –                  | –        | –                   | –            | Sabina Abdullayeva | 000–100       | Şerife Köseoğlu           | 001–110                   | –             | –          | –                     | –                     | –                        | –                        |      |
| Männer                                                               |                          |                  |          |                    |          |                     |              |                    |               |                           |                           |               |            |                       |                       |                          |                          |      |
| Francisco Garrigós                                                   | Klasse bis 60 kg         | –                | –        | Alon Rahima        | 111–000  | İlqar Müşkiyev      | 001–000      | Howhannes Dawtjan  | 001–000       | –                         | –                         | Orxan Səfərov | 000–001    | –                     | –                     | Amiran Papinaschwili     | 000–100                  | 5    |
| David Ramírez Ramos                                                  | Klasse bis 66 kg         | –                | –        | David Larose       | 000–100  | –                   | –            | –                  | –             | –                         | –                         | –             | –          | –                     | –                     | –                        | –                        |      |
| Sugoi Uriarte                                                        | Klasse bis 66 kg         | –                | –        | Ilias Avir         | 100–000  | Dsmitryj Scherschan | 000–010      | –                  | –             | –                         | –                         | –             | –          | –                     | –                     | –                        | –                        |      |
| Javier Ramírez                                                       | Klasse bis 73 kg         | –                | –        | Mihails Šteinbuks  | 101–000  | Denis Iartcev       | 000–002      | –                  | –             | –                         | –                         | –             | –          | –                     | –                     | –                        | –                        |      |
| Kiyoshi Uematsu                                                      | Klasse bis 73 kg         | –                | –        | Eduard Nicolaescu  | 100–000  | Dirk Van Tichelt    | 000–001      | –                  | –             | –                         | –                         | –             | –          | –                     | –                     | –                        | –                        |      |
| Adrián Nacimiento                                                    | Klasse bis 81 kg         | Kristjan Tõniste | 101–001  | Alexios Danatsidis | 101–000  | Vitalii Dudchyk     | 000–010      | –                  | –             | –                         | –                         | –             | –          | –                     | –                     | –                        | –                        |      |
| Nikoloz Sherazadishvili                                              | Klasse bis 90 kg         | –                | –        | Vadym Synyavsky    | 011–010  | Warlam Liparteliani | 001–100      | –                  | –             | –                         | –                         | –             | –          | –                     | –                     | –                        | –                        |      |
| David Fernández                                                      | Klasse über 100 kg       | –                | –        | Maciej Sarnacki    | 000–100  | –                   | –            | –                  | –             | –                         | –                         | –             | –          | –                     | –                     | –                        | –                        |      |
| D. Fernández F. Garrigós A. Nacimiento J. Ramírez N. Sherazadishvili | Mannschaft               | –                | –        | –                  | –        | –                   | –            | Tschechien         | 1:4           | –                         | –                         | –             | –          | –                     | –                     | –                        | –                        |      |

## Kanu
| Athleten                           | Wettbewerb | Vorlauf    | Vorlauf | Halbfinale | Halbfinale | Finale     | Finale | Rang |
| Athleten                           | Wettbewerb | Zeit (min) | Rang    | Zeit (min) | Rang       | Zeit (min) | Rang   | Rang |
| ---------------------------------- | ---------- | ---------- | ------- | ---------- | ---------- | ---------- | ------ | ---- |
| Frauen                             |            |            |         |            |            |            |        |      |
| Isabel Contreras                   | K1 200 m   | 0:43,226   | 5       | 0:41,140   | 6          | 0:44,240   | 16     | 16   |
| Begoña Lazkano                     | K1 500 m   | 1:57,949   | 6       | 1:50,898   | 4          | 2:12,441   | 16     | 16   |
| Ana Varela                         | K1 5000 m  | -          | -       | -          | -          | 23:43,143  | 7      | 7    |
| Isabel Contreras Begoña Lazkano    | K2 200 m   | 0:40,096   | 6       | 0:38,704   | 6          | -          | -      |      |
| Isabel Contreras Ana Varela        | K2 500 m   | 1:42,433   | 4       | 1:40,002   | 3          | 1:56,036   | 8      | 8    |
| Männer                             |            |            |         |            |            |            |        |      |
| Saúl Craviotto                     | K1 200 m   | 0:35,628   | 5       | 0:35,235   | 4          | 0:36,747   | 11     | 11   |
| Roi Rodríguez                      | K1 1000 m  | 3:38,990   | 4       | 3:25,969   | 5          | 3:35,751   | 11     | 11   |
| Roi Rodríguez                      | K1 5000 m  | -          | -       | -          | -          | 22:34,354  | 17     | 17   |
| Carlos Arévalo Cristian Toro       | K2 200 m   | 0:32,319   | 4       | 0:31,633   | 2          | 0:32,518   | 4      | 4    |
| Victor Rodríguez Rubén Millán      | K2 1000 m  | 3:22,359   | 6       | 3:13,722   | 6          | -          | -      |      |
| Alfonso Benavides                  | C1 200 m   | 0:39,399   | 2       | 0:38,984   | 4          | 0:40,833   | 10     | 10   |
| Manuel Antonio Campos Diego Romero | C2 1000 m  | 3:43,370   | 5       | 3:33,944   | 4          | -          | -      |      |

## Karate
| Athleten          | Wettbewerb       | Gruppenphase            | Gruppenphase | Halbfinale       | Halbfinale | Kampf um Bronze | Kampf um Bronze | Finale        | Finale   | Rang |
| Athleten          | Wettbewerb       | Gegner                  | Ergebnis     | Gegner           | Ergebnis   | Gegner          | Ergebnis        | Gegner        | Ergebnis | Rang |
| ----------------- | ---------------- | ----------------------- | ------------ | ---------------- | ---------- | --------------- | --------------- | ------------- | -------- | ---- |
| Frauen            |                  |                         |              |                  |            |                 |                 |               |          |      |
| Sandra Sánchez    | Kata             | Karen Dolphin           | 5:0          | Jasmin Bleul     | 5:0        | –               | –               | Sandy Scordo  | 5:0      | Gold |
| Sandra Sánchez    | Kata             | Sandy Scordo            | 4:1          | Jasmin Bleul     | 5:0        | –               | –               | Sandy Scordo  | 5:0      | Gold |
| Sandra Sánchez    | Kata             | Veronika Mišková        | 5:0          | Jasmin Bleul     | 5:0        | –               | –               | Sandy Scordo  | 5:0      | Gold |
| Cristina Ferrer   | Kumite bis 55 kg | Branka Aranđelović      | 1:0          | Jelena Kovačević | 1:2        | Ilaha Gasimova  | 2:5             | –             | –        | 4    |
| Cristina Ferrer   | Kumite bis 55 kg | Bettina Alstadsæther    | 3:0          | Jelena Kovačević | 1:2        | Ilaha Gasimova  | 2:5             | –             | –        | 4    |
| Cristina Ferrer   | Kumite bis 55 kg | Emily Thouy             | 0:0          | Jelena Kovačević | 1:2        | Ilaha Gasimova  | 2:5             | –             | –        | 4    |
| Irene Colomar     | Kumite bis 61 kg | Nele De Vos             | 0:1          | –                | –          | –               | –               | –             | –        | 5–8  |
| Irene Colomar     | Kumite bis 61 kg | Tjaša Ristič            | 1:1          | –                | –          | –               | –               | –             | –        | 5–8  |
| Irene Colomar     | Kumite bis 61 kg | Lucie Ignace            | 0:3          | –                | –          | –               | –               | –             | –        | 5–8  |
| Cristina Vizcaíno | Kumite bis 61 kg | Irina Zaretska          | 1:6          | –                | –          | –               | –               | –             | –        | 5–8  |
| Cristina Vizcaíno | Kumite bis 61 kg | Vasiliki Panetsidou     | 3:6          | –                | –          | –               | –               | –             | –        | 5–8  |
| Cristina Vizcaíno | Kumite bis 61 kg | Alisa Theresa Buchinger | 0:1          | –                | –          | –               | –               | –             | –        | 5–8  |
| Männer            |                  |                         |              |                  |            |                 |                 |               |          |      |
| Damián Quintero   | Kata             | Christopher Rohde       | 5:0          | Minh Dack        | 5:0        | –               | –               | Mattia Busato | 5:0      | Gold |
| Damián Quintero   | Kata             | Pasi Hirvonen           | 5:0          | Minh Dack        | 5:0        | –               | –               | Mattia Busato | 5:0      | Gold |
| Damián Quintero   | Kata             | Mattia Busato           | 4:1          | Minh Dack        | 5:0        | –               | –               | Mattia Busato | 5:0      | Gold |
| Matías Gómez      | Kumite bis 60 kg | Firdovsi Fərzəliyev     | 0:2          | –                | –          | –               | –               | –             | –        | 5–8  |
| Matías Gómez      | Kumite bis 60 kg | Halil Marqeshi          | 10:0         | –                | –          | –               | –               | –             | –        | 5–8  |
| Matías Gómez      | Kumite bis 60 kg | Luca Maresca            | 1:2          | –                | –          | –               | –               | –             | –        | 5–8  |
| Manuel Rasero     | Kumite bis 67 kg | Steven Da Costa         | 2:10         | –                | –          | –               | –               | –             | –        | 5–8  |
| Manuel Rasero     | Kumite bis 67 kg | Irakli Tkebuchava       | 5:1          | –                | –          | –               | –               | –             | –        | 5–8  |
| Manuel Rasero     | Kumite bis 67 kg | Niyazi Aliyev           | 0:2          | –                | –          | –               | –               | –             | –        | 5–8  |

## Radsport

### BMX
| Athleten              | Wettbewerb | Qualifikation | Qualifikation | Viertelfinale | Viertelfinale | Halbfinale | Halbfinale | Finale | Finale | Rang |
| Athleten              | Wettbewerb | Zeit          | Rang          | Punkte        | Rang          | Punkte     | Rang       | Zeit   | Rang   | Rang |
| --------------------- | ---------- | ------------- | ------------- | ------------- | ------------- | ---------- | ---------- | ------ | ------ | ---- |
| Männer                |            |               |               |               |               |            |            |        |        |      |
| Gustavo Alcojor Ramos | Race       | 35,128 s      | 22            | 16            | 5             | –          | –          | –      | –      |      |

### Mountainbike
| Athleten              | Wettbewerb    | Zeit (h)             | Rang                 |
| --------------------- | ------------- | -------------------- | -------------------- |
| Männer                |               |                      |                      |
| Carlos Coloma Nicolás | Cross-Country | 1:44:08              | 7                    |
| José Antonio Hermida  | Cross-Country | Rennen nicht beendet | Rennen nicht beendet |
| Sergio Mantecón       | Cross-Country | 1:43:59              | 6                    |

### Straße
| Athleten          | Wettbewerb      | Zeit                 | Rang                 |
| ----------------- | --------------- | -------------------- | -------------------- |
| Frauen            |                 |                      |                      |
| Sheyla Gutiérrez  | Straßenrennen   | 3:34:09              | 42                   |
| Sheyla Gutiérrez  | Einzelzeitfahrt | 36:14,28             | 22                   |
| Männer            |                 |                      |                      |
| Carlos Barbero    | Straßenrennen   | 5:33:43              | 39                   |
| Jesús Herrada     | Straßenrennen   | 5:27:25              | 4                    |
| Jesús Herrada     | Einzelzeitfahrt | 1:02:27,67           | 9                    |
| Luis Mas          | Straßenrennen   | Rennen nicht beendet | Rennen nicht beendet |
| Luis León Sánchez | Straßenrennen   | 5:27:25              | Gold                 |
| Luis León Sánchez | Einzelzeitfahrt | 1:01:08,90           | Bronze               |
| Ángel Vicioso     | Straßenrennen   | Rennen nicht beendet | Rennen nicht beendet |

## Ringen
| Athleten                         | Wettbewerb        | 1. Runde           | 1. Runde | Achtelfinale        | Achtelfinale | Viertelfinale  | Viertelfinale | Halbfinale           | Halbfinale | Hoffnungsrunde Viertelfinale | Hoffnungsrunde Viertelfinale | Hoffnungsrunde Halbfinale | Hoffnungsrunde Halbfinale | Hoffnungsrunde Finale | Hoffnungsrunde Finale | Finale | Finale   | Rang   |
| Athleten                         | Wettbewerb        | Gegner             | Ergebnis | Gegner              | Ergebnis     | Gegner         | Ergebnis      | Gegner               | Ergebnis   | Gegner                       | Ergebnis                     | Gegner                    | Ergebnis                  | Gegner                | Ergebnis              | Gegner | Ergebnis | Rang   |
| -------------------------------- | ----------------- | ------------------ | -------- | ------------------- | ------------ | -------------- | ------------- | -------------------- | ---------- | ---------------------------- | ---------------------------- | ------------------------- | ------------------------- | --------------------- | --------------------- | ------ | -------- | ------ |
| Freistil Frauen                  |                   |                    |          |                     |              |                |               |                      |            |                              |                              |                           |                           |                       |                       |        |          |        |
| Eugenia Bustabad                 | Klasse bis 48 kg  | –                  | –        | Eliza Jankowa       | 0:4          | –              | –             | –                    | –          | –                            | –                            | Jaqueline Schellin        | 1:3                       | –                     | –                     | –      | –        |        |
| Karima Sánchez                   | Klasse bis 55 kg  | –                  | –        | Bediha Gün          | 1:3          | –              | –             | –                    | –          | –                            | –                            | –                         | –                         | –                     | –                     | –      | –        |        |
| Maider Unda                      | Klasse bis 75 kg  | –                  | –        | –                   | –            | Zsanett Németh | 3:1           | Wassilissa Marsaljuk | 1:3        | –                            | –                            | –                         | –                         | Maria Selmaier        | 3:1                   | –      | –        | Bronze |
| griechisch-römischer Stil Männer |                   |                    |          |                     |              |                |               |                      |            |                              |                              |                           |                           |                       |                       |        |          |        |
| Ismael Navarro                   | Klasse bis 66 kg  | Migran Arutyunyan  | 0:3      | –                   | –            | –              | –             | –                    | –          | Konstantin Stas              | 3:1                          | Aleksandar Maksimović     | 0:3                       | –                     | –                     | –      | –        |        |
| Ricardo Gil                      | Klasse bis 75 kg  | Damian Dietsche    | 0:5      | –                   | –            | –              | –             | –                    | –          | –                            | –                            | –                         | –                         | –                     | –                     | –      | –        |        |
| Freistil Männer                  |                   |                    |          |                     |              |                |               |                      |            |                              |                              |                           |                           |                       |                       |        |          |        |
| Levan Metreveli                  | Klasse bis 57 kg  | –                  | –        | Uladzislau Andreyeu | 1:4          | –              | –             | –                    | –          | –                            | –                            | –                         | –                         | –                     | –                     | –      | –        |        |
| Yunier Castillo                  | Klasse bis 65 kg  | –                  | –        | Petteri Martikainen | 3:1          | George Bucur   | 0:4           | –                    | –          | –                            | –                            | –                         | –                         | –                     | –                     | –      | –        |        |
| Tim Müller                       | Klasse bis 70 kg  | –                  | –        | Evgheni Nedealco    | 1:3          | –              | –             | –                    | –          | –                            | –                            | –                         | –                         | –                     | –                     | –      | –        |        |
| Alberto Martínez                 | Klasse bis 74 kg  | Zelimkhan Khadjiev | 1:4      | –                   | –            | –              | –             | –                    | –          | –                            | –                            | –                         | –                         | –                     | –                     | –      | –        |        |
| Taimuraz Friev                   | Klasse bis 86 kg  | Alexander Dolly    | 4:0      | Musa Murtazaliev    | 1:3          | –              | –             | –                    | –          | –                            | –                            | –                         | –                         | –                     | –                     | –      | –        |        |
| José Cuba                        | Klasse bis 125 kg | Soslan Gagloe      | 0:4      | –                   | –            | –              | –             | –                    | –          | –                            | –                            | –                         | –                         | –                     | –                     | –      | –        |        |

## Sambo
| Athleten              | Wettbewerb       | Achtelfinale   | Achtelfinale | Viertelfinale    | Viertelfinale | Hoffnungsrunde Halbfinale | Hoffnungsrunde Halbfinale | Halbfinale | Halbfinale | Hoffnungsrunde Finale | Hoffnungsrunde Finale | Finale / Kampf um Bronze | Finale / Kampf um Bronze | Rang |
| Athleten              | Wettbewerb       | Gegner         | Ergebnis     | Gegner           | Ergebnis      | Gegner                    | Ergebnis                  | Gegner     | Ergebnis   | Gegner                | Ergebnis              | Gegner                   | Ergebnis                 | Rang |
| --------------------- | ---------------- | -------------- | ------------ | ---------------- | ------------- | ------------------------- | ------------------------- | ---------- | ---------- | --------------------- | --------------------- | ------------------------ | ------------------------ | ---- |
| Frauen                |                  |                |              |                  |               |                           |                           |            |            |                       |                       |                          |                          |      |
| Yaiza Jiménez López   | Klasse bis 60 kg | –              | –            | Kalina Stefanova | 0:4           | –                         | –                         | –          | –          | Daniela Hondiu        | 0:4                   | –                        | –                        | 5    |
| Männer                |                  |                |              |                  |               |                           |                           |            |            |                       |                       |                          |                          |      |
| Luis Menéndez Rubiera | Klasse bis 74 kg | Azamat Sidakov | 1:3          | –                | –             | –                         | –                         | –          | –          | –                     | –                     | –                        | –                        |      |

## Schießen
| Athleten                        | Klasse  | Wettbewerb                           | Qualifikation   | Qualifikation | Halbfinale      | Halbfinale | Finale          | Finale |
| Athleten                        | Klasse  | Wettbewerb                           | Ringe/ Scheiben | Rang          | Ringe/ Scheiben | Rang       | Ringe/ Scheiben | Rang   |
| ------------------------------- | ------- | ------------------------------------ | --------------- | ------------- | --------------- | ---------- | --------------- | ------ |
| Frauen                          |         |                                      |                 |               |                 |            |                 |        |
| Sonia Franquet                  | Pistole | Luftpistole 10 m                     | 386             | 6             | –               | –          | 196,3           | Silber |
| Sonia Franquet                  | Pistole | Sportpistole 25 m                    | 579             | 6             | 6               | 8          | –               | –      |
| María Mercedes Soto             | Pistole | Luftpistole 10 m                     | 369             | 29            | –               | –          | –               | –      |
| María Mercedes Soto             | Pistole | Sportpistole 25 m                    | 566             | 25            | –               | –          | –               | –      |
| Eva María Clemente              | Flinte  | Trap                                 | 70              | 10            | –               | –          | –               | –      |
| Fátima Gálvez                   | Flinte  | Trap                                 | 73              | 1             | 14              | 1          | 13              | Gold   |
| Männer                          |         |                                      |                 |               |                 |            |                 |        |
| Pablo Carrera                   | Pistole | Luftpistole 10 m                     | 577             | 11            | –               | –          | –               | –      |
| Pablo Carrera                   | Pistole | Freie Pistole 50 m                   | 549             | 17            | –               | –          | –               | –      |
| Javier Sánchez                  | Pistole | Luftpistole 10 m                     | 570             | 28            | –               | –          | –               | –      |
| Javier Sánchez                  | Pistole | Freie Pistole 50 m                   | 542             | 23            | –               | –          | –               | –      |
| Jorge Llames                    | Pistole | Sportpistole 25 m                    | 583             | 4             | –               | –          | 20              | 4      |
| Jorge Díaz                      | Gewehr  | Luftgewehr 10 m                      | 620,9           | 25            | –               | –          | –               | –      |
| Javier López                    | Gewehr  | Luftgewehr 10 m                      | 615,6           | 33            | –               | –          | –               | –      |
| Javier López                    | Gewehr  | Kleinkaliber Dreistellungskampf 50 m | 1140            | 24            | –               | –          | –               | –      |
| Javier López                    | Gewehr  | Kleinkaliber liegend 50 m            | 611,1           | 25            | –               | –          | –               | –      |
| Juan José Aramburu              | Flinte  | Skeet                                | 117             | 20            | –               | –          | –               | –      |
| Alberto Fernández               | Flinte  | Trap                                 | 119             | 11            | –               | –          | –               | –      |
| Jesús Serrano                   | Flinte  | Trap                                 | 122             | 5             | 11              | 6          | –               | –      |
| Mixed                           |         |                                      |                 |               |                 |            |                 |        |
| Pablo Carrera Sonia Franquet    | Pistole | Luftpistole 10 m                     | 483             | 1             | 239,1           | 2          | 4               | 4      |
| Alberto Fernández Fátima Gálvez | Flinte  | Trap                                 | 88              | 5             | 24              | 2          | 27              | 4      |

## Taekwondo
| Athleten       | Wettbewerb        | Achtelfinale         | Achtelfinale | Viertelfinale     | Viertelfinale | Hoffnungsrunde Halbfinale | Hoffnungsrunde Halbfinale | Halbfinale     | Halbfinale | Hoffnungsrunde Finale / Bronzekampf | Hoffnungsrunde Finale / Bronzekampf | Finale       | Finale   | Rang   |
| Athleten       | Wettbewerb        | Gegner               | Ergebnis     | Gegner            | Ergebnis      | Gegner                    | Ergebnis                  | Gegner         | Ergebnis   | Gegner                              | Ergebnis                            | Gegner       | Ergebnis | Rang   |
| -------------- | ----------------- | -------------------- | ------------ | ----------------- | ------------- | ------------------------- | ------------------------- | -------------- | ---------- | ----------------------------------- | ----------------------------------- | ------------ | -------- | ------ |
| Frauen         |                   |                      |              |                   |               |                           |                           |                |            |                                     |                                     |              |          |        |
| Brigitte Yagüe | Klasse bis 49 kg  | Erica Nicoli         | 2:3          | –                 | –             | –                         | –                         | –              | –          | –                                   | –                                   | –            | –        |        |
| Eva Calvo      | Klasse bis 57 kg  | Ada Demneri          | 13:1         | Hatice Yangın     | 11:3          | Ana Zaninović             | 5:6                       | –              | –          | Edina Kotsis                        | 15:2                                | –            | –        | Bronze |
| Lua Piñeiro    | Klasse bis 67 kg  | Nina Kläy            | 7:5          | Haby Niaré        | 4:8           | –                         | –                         | –              | –          | –                                   | –                                   | –            | –        |        |
| Rosanna Simón  | Klasse über 67 kg | Aleksandra Kowalczuk | 5:4          | Milica Mandić     | 3:12          | –                         | –                         | Andela Popović | 6:1        | Iva Radošć                          | 4:12                                | –            | –        | 5      |
| Männer         |                   |                      |              |                   |               |                           |                           |                |            |                                     |                                     |              |          |        |
| Jesús Tortosa  | Klasse bis 58 kg  | Illia Kokshyntsau    | 12:0         | Muhammad Mammadov | 8:3           | –                         | –                         | Levent Tuncat  | 17:5       | –                                   | –                                   | Rui Bragança | 5:6      | Silber |
| Joel González  | Klasse bis 68 kg  | Vladimir Dalakliev   | 2:1          | Aykhan Taghizade  | 5:7           | Jure Pantar               | 11:3                      | –              | –          | Vladislav Arventii                  | 7:6                                 | –            | –        | Bronze |
| Raúl Martínez  | Klasse bis 80 kg  | Júlio Ferreira       | 4:10         | –                 | –             | –                         | –                         | –              | –          | –                                   | –                                   | –            | –        |        |
| Daniel Ros     | Klasse über 80 kg | Vladislav Larin      | 2:16         | –                 | –             | Claudiu Roșeanu           | 9:4                       | –              | –          | Ivan Trajković                      | 15:3                                | –            | –        | Bronze |

## Tischtennis
| Athleten                                  | Wettbewerb | 1. Runde        | 1. Runde | 2. Runde         | 2. Runde | Achtelfinale   | Achtelfinale | Viertelfinale | Viertelfinale | Halbfinale | Halbfinale | Finale/Spiel um Platz 3 | Finale/Spiel um Platz 3 | Rang |
| Athleten                                  | Wettbewerb | Gegner          | Ergebnis | Gegner           | Ergebnis | Gegner         | Ergebnis     | Gegner        | Ergebnis      | Gegner     | Ergebnis   | Gegner                  | Ergebnis                | Rang |
| ----------------------------------------- | ---------- | --------------- | -------- | ---------------- | -------- | -------------- | ------------ | ------------- | ------------- | ---------- | ---------- | ----------------------- | ----------------------- | ---- |
| Frauen                                    |            |                 |          |                  |          |                |              |               |               |            |            |                         |                         |      |
| Galia Dvorak                              | Einzel     | Maryam Imanova  | 4:0      | Iveta Vacenovská | 4:3      | Petrissa Solja | 0:4          | –             | –             | –          | –          | –                       | –                       |      |
| Shen Yanfei                               | Einzel     | –               | –        | Renáta Štrbíková | 2:4      | –              | –            | –             | –             | –          | –          | –                       | –                       |      |
| Männer                                    |            |                 |          |                  |          |                |              |               |               |            |            |                         |                         |      |
| Marc Durán                                | Einzel     | Jonathan Groth  | 4:2      | Tiago Apolónia   | 2:4      | –              | –            | –             | –             | –          | –          | –                       | –                       |      |
| Carlos Machado                            | Einzel     | Niagol Stoyanov | 2:4      | –                | –        | –              | –            | –             | –             | –          | –          | –                       | –                       |      |
| Marc Durán, Carlos Machado, Álvaro Robles | Mannschaft | –               | –        | –                | –        | Deutschland    | 0:3          | –             | –             | –          | –          | –                       | –                       |      |

## Triathlon
| Athleten        | Wettbewerb | Zeit (h) | Rang |
| --------------- | ---------- | -------- | ---- |
| Frauen          |            |          |      |
| Miriam Casillas | Einzel     | 2:04:49  | 13   |
| Tamara Gómez    | Einzel     | 2:03:27  | 5    |
| Männer          |            |          |      |
| Fernando Alarza | Einzel     | 1:50:29  | 11   |
| David Castro    | Einzel     | 1:52:38  | 24   |
| Francesc Godoy  | Einzel     | 1:51:23  | 17   |

## Turnen

### Aerobic
| Athleten                                                                     | Wettbewerb | Qualifikation | Qualifikation | Finale | Finale | Rang   |
| Athleten                                                                     | Wettbewerb | Punkte        | Rang          | Punkte | Rang   | Rang   |
| ---------------------------------------------------------------------------- | ---------- | ------------- | ------------- | ------ | ------ | ------ |
| Vicente Lli, Sara Moreno                                                     | Mixed Paar | 20,800        | 3             | 21,150 | 1      | Gold   |
| Pedro Cabanas, Belen Guillemont, Vicente Lli, Aranzazu Martínez, Sara Moreno | Mannschaft | 20,683        | 2             | 20,933 | 3      | Bronze |

### Geräteturnen
| Athletinnen    | Wettbewerb           | Sprung | Sprung | Stufenbarren | Stufenbarren | Boden  | Boden | Schwebebalken | Schwebebalken | Gesamt  | Gesamt |
| Athletinnen    | Wettbewerb           | Punkte | Rang   | Punkte       | Rang         | Punkte | Rang  | Punkte        | Rang          | Punkte  | Rang   |
| -------------- | -------------------- | ------ | ------ | ------------ | ------------ | ------ | ----- | ------------- | ------------- | ------- | ------ |
| Frauen         |                      |        |        |              |              |        |       |               |               |         |        |
| Ainhoa Carmona | Qualifikation        | 13,900 |        | 12,366       |              | 12,366 |       | 12,366        |               | 51,332  | 29     |
| Claudia Colom  | Qualifikation        | 13,866 |        | 11,200       |              | 11,466 |       | 11,800        |               | 48,332  | 45     |
| Ana Pérez      | Qualifikation        | 13,600 |        | 12,100       |              | 12,833 |       | 11,800        |               | 50,333  | 36     |
| Mannschaft     | Mehrkampf Mannschaft | 27,766 | 12     | 24,466       | 11           | 25,066 | 12    | 24,633        | 14            | 101,931 | 12     |
| Ainhoa Carmona | Mehrkampf Einzel     | 14,000 |        | 12,633       |              | 12,233 |       | 13,100        |               | 51,966  | 10     |

| Athleten         | Wettbewerb           | Boden  | Boden | Pauschenpferd | Pauschenpferd | Ringe  | Ringe | Sprung | Sprung | Barren | Barren | Reck   | Reck | Gesamt  | Gesamt |
| Athleten         | Wettbewerb           | Punkte | Rang  | Punkte        | Rang          | Punkte | Rang  | Punkte | Rang   | Punkte | Rang   | Punkte | Rang | Punkte  | Rang   |
| ---------------- | -------------------- | ------ | ----- | ------------- | ------------- | ------ | ----- | ------ | ------ | ------ | ------ | ------ | ---- | ------- | ------ |
| Männer           |                      |        |       |               |               |        |       |        |        |        |        |        |      |         |        |
| Néstor Abad      | Qualifikation        | 13,733 |       | 13,566        |               | 13,533 |       | 14,800 |        | 15,066 |        | 14,500 |      | 85,198  | 11     |
| Fabián González  | Qualifikation        | 14,600 |       | 14,500        |               | 13,233 |       | 14,533 |        | 13,133 |        | 14,566 |      | 84,565  | 13     |
| Mannschaft       | Mannschaft Mehrkampf | 29,900 | 1     | 28,066        | 7             | 26,866 | 15    | 29,333 | 6      | 28,199 | 11     | 29,066 | 6    | 171,430 | 7      |
| Néstor Abad      | Mehrkampf Einzel     | 14,366 |       | 13,900        |               | 13,166 |       | 14,900 |        | 15,000 |        | 14,266 |      | 85,598  | 6      |
| Rayderley Zapata | Gerätefinals         | 15,333 | Gold  | –             | –             | –      | –     | –      | –      | –      | –      | –      | –    |         |        |

### Rhythmische Sportgymnastik
| Athletinnen                                                                                | Wettbewerb | Qualifikation | Qualifikation | Finale | Finale | Rang |
| Athletinnen                                                                                | Wettbewerb | Punkte        | Rang          | Punkte | Rang   | Rang |
| ------------------------------------------------------------------------------------------ | ---------- | ------------- | ------------- | ------ | ------ | ---- |
| Frauen                                                                                     |            |               |               |        |        |      |
| Carolina Rodríguez                                                                         | Mehrkampf  | –             | –             | 68,200 | 13     | 13   |
| Sandra Aguilar Artemi Gavezou Lourdes Mohedano Elena López Alejandra Quereda Lidia Redondo | Team       | –             | –             | 34,250 | 4      | 4    |

### Trampolin
| Athleten     | Wettbewerb | Qualifikation | Qualifikation | Finale             | Finale             | Rang |
| Athleten     | Wettbewerb | Punkte        | Rang          | Punkte             | Rang               | Rang |
| ------------ | ---------- | ------------- | ------------- | ------------------ | ------------------ | ---- |
| Frauen       |            |               |               |                    |                    |      |
| Claudia Prat | Einzel     | -             | 7             | nicht qualifiziert | nicht qualifiziert |      |

## Wassersport

### Schwimmen
Hier fanden Jugendwettbewerbe statt. Bei den Frauen ist das die U17 (Jahrgang 1999) und bei den Männern die U19 (Jahrgang 1997).
| Athleten                                                 | Wettbewerb          | Vorlauf          | Vorlauf          | Halbfinale  | Halbfinale | Finale       | Finale | Rang   |
| Athleten                                                 | Wettbewerb          | Zeit             | Rang             | Zeit        | Rang       | Zeit         | Rang   | Rang   |
| -------------------------------------------------------- | ------------------- | ---------------- | ---------------- | ----------- | ---------- | ------------ | ------ | ------ |
| Frauen                                                   |                     |                  |                  |             |            |              |        |        |
| María Artigas                                            | 200 m Lagen         | 2:21,01 min      | 12               | -           | -          | -            | -      |        |
| María Artigas                                            | 400 m Lagen         | 5:02,52 min      | 12               | -           | -          | -            | -      |        |
| Carmen Balbuena                                          | 50 m Schmetterling  | 27,90 s          | 9                | 27,59 s     | 8          | 27,88 s      | 8      | 8      |
| Carmen Balbuena                                          | 100 m Schmetterling | 1:00,89 min      | 2                | 1:00,36 min | 3          | 1:00,58 min  | 5      | 5      |
| Carmen Balbuena                                          | 200 m Schmetterling | 2:13,70 min      | 6                | 2:11,52 min | 1          | 2:12,43 min  | 4      | 4      |
| Marta Cano                                               | 50 m Freistil       | 26,76 s          | 17               | -           | -          | -            | -      |        |
| Marta Cano                                               | 100 m Freistil      | 57,35 s          | 15               | 57,36 s     | 13         | -            | -      |        |
| Marta Cano                                               | 200 m Freistil      | 2:03,85 min      | 9                | 2:01,99 min | 3          | 2:02,15 min  | 6      | 6      |
| Marta Cano                                               | 400 m Freistil      | 4:24,12 min      | 18               | -           | -          | -            | -      |        |
| Marina Castro                                            | 400 m Freistil      | 4:21,29 min      | 11               | -           | -          | -            | -      |        |
| Marina Castro                                            | 800 m Freistil      | -                | -                | -           | -          | 8:45,51 min  | 3      | Bronze |
| Marina Castro                                            | 1500 m Freistil     | -                | -                | -           | -          | 16:46,16 min | 3      | Bronze |
| Paula García                                             | 50 m Brust          | 32,88 s          | 15               | 33,00 s     | 15         | -            | -      |        |
| Paula García                                             | 100 m Brust         | 1:11,85 min      | 12               | 1:11,58 min | 7          | 1:11,01 min  | 6      | 6      |
| Esther Huete                                             | 200 m Freistil      | 2:06,72 min      | 30               | -           | -          | -            | -      |        |
| Esther Huete                                             | 400 m Freistil      | 4:20,38 min      | 9                | -           | -          | -            | -      |        |
| Esther Huete                                             | 800 m Freistil      | -                | -                | -           | -          | 8:56,75 min  | 11     | 11     |
| Rosa María Maeso                                         | 200 m Lagen         | 2:20,56 min      | 11               | 2:21,22 min | 13         | -            | -      |        |
| Rosa María Maeso                                         | 400 m Lagen         | 5:00,87 min      | 11               | -           | -          | -            | -      |        |
| Laia Martí                                               | 200 m Lagen         | 2:20,33 min      | 10               | 2:20,92 min | 11         | -            | -      |        |
| Laia Martí                                               | 400 m Lagen         | 4:56,50 min      | 9                | -           | -          | 4:56,59 min  | 8      | 8      |
| Andrea Melendo                                           | 100 m Schmetterling | 1:02,70 min      | 16               | 1:02,31 min | 13         | -            | -      |        |
| Andrea Melendo                                           | 200 m Schmetterling | 2:15,37 min      | 9                | 2:15,75 min | 9          | -            | -      |        |
| Paula Ruiz                                               | 200 m Freistil      | 2:06,23 min      | 27               | -           | -          | -            | -      |        |
| Paula Ruiz                                               | 400 m Freistil      | 4:19,50 min      | 7                | -           | -          | 4:22,22 min  | 8      | 8      |
| Paula Ruiz                                               | 800 m Freistil      | -                | -                | -           | -          | 17:07,00 min | 6      | 6      |
| Carmen San Nicolás                                       | 100 m Freistil      | 57,32 s          | 13               | 56,89 s     | 8          | 57,57 s      | 7      | 7      |
| Carmen San Nicolás                                       | 200 m Freistil      | 2:05,68 min      | 23               | 2:04,88 min | 13         | -            | -      |        |
| Marta Cano Marina Castro Paula Ruiz Carmen San Nicolás   | 4×200 m Freistil    | 8:17,34 min      | 4                | -           | -          | 8:17,56 min  | 6      | 6      |
| Marta Cano Paula García Rosa María Maeso Andrea Melendo  | 4×100 m Lagen       | Disqualifikation | Disqualifikation | -           | -          | -            | -      |        |
| Männer                                                   |                     |                  |                  |             |            |              |        |        |
| Javier Barrena                                           | 100 m Schmetterling | 55,80 s          | 21               | -           | -          | -            | -      |        |
| Javier Barrena                                           | 100 m Schmetterling | 2:04,63 min      | 21               | -           | -          | -            | -      |        |
| Joan Casanovas                                           | 200 m Freistil      | 1:52,20 min      | 16               | -           | -          | -            | -      |        |
| Joan Casanovas                                           | 100 m Rücken        | 58,05 s          | 31               | -           | -          | -            | -      |        |
| Joan Casanovas                                           | 200 m Lagen         | 2:05,16 min      | 15               | 2:03,84 min | 9          | -            | -      |        |
| Joan Casanovas                                           | 400 m Lagen         | 4:32,15 min      | 26               | -           | -          | -            | -      |        |
| Alberto Lozano                                           | 50 m Schmetterling  | 24,48 s          | 9                | 24,18 s     | 6          | 24,17 s      | 7      | 7      |
| Alberto Lozano                                           | 100 m Schmetterling | 53,55 s          | 2                | 53,23 s     | 2          | 52,78 s      | 2      | Silber |
| Guillem Pujol                                            | 200 m Freistil      | 1:51,92 min      | 12               | 1:51,74 min | 10         | -            | -      |        |
| Guillem Pujol                                            | 400 m Freistil      | 3:55,87 min      | 2                | -           | -          | -            | -      |        |
| Marcos Rodríguez                                         | 400 m Freistil      | 3:55,30 min      | 7                | -           | -          | -            | -      |        |
| Marcos Rodríguez                                         | 800 m Freistil      | -                | -                | -           | -          | 8:01,73 min  | 2      | Silber |
| Marcos Rodríguez                                         | 1500 m Freistil     | -                | -                | -           | -          | 15:32,09 min | 7      | 7      |
| Javier Romero                                            | 50 m Rücken         | 26,26 s          | 6                | 26,12 s     | 6          | 26,20 s      | 6      | 6      |
| Javier Romero                                            | 100 m Rücken        | 56,81 s          | 14               | 57,01 s     | 16         | -            | -      |        |
| Ricardo Rosales                                          | 200 m Freistil      | 1:53,28 min      | 26               | -           | -          | -            | -      |        |
| Ricardo Rosales                                          | 400 m Freistil      | 3:55,22 min      | 6                | -           | -          | 3:54,57 min  | 8      | 8      |
| Ricardo Rosales                                          | 800 m Freistil      | -                | -                | -           | -          | 8:07,36 min  | 7      | 7      |
| Pau Sola                                                 | 50 m Brust          | 29,05 s          | 15               | 29,03 s     | 14         | -            | -      |        |
| Pau Sola                                                 | 100 m Brust         | 1:04,79 min      | 26               | -           | -          | -            | -      |        |
| Marc Vivas                                               | 200 m Freistil      | 1:50,93 min      | 6                | 1:50,55 min | 5          | 1:51,03 min  | 6      | 6      |
| Marc Vivas                                               | 400 m Freistil      | 3:54,84 min      | 4                | -           | -          | 3:53,92 min  | 4      | 4      |
| Joan Casanovas Guillem Pujol Marcos Rodríguez Marc Vivas | 4×200 m Freistil    | 7:26,18 min      | 3                | -           | -          | 7:23,06 min  | 4      | 4      |
| Javier Barrena Guillem Pujol Javier Romero Pau Sola      | 4×100 m Lagen       | 3:46,65 min      | 6                | -           | -          | 3:44,12 min  | 6      | 6      |

### Synchronschwimmen
Hier fanden Jugendwettbewerbe statt. Im Synchronwettbewerb traten U19 (Jahrgang 1997) Schwimmerinnen an.
| Athletinnen | Wettbewerb        | Qualifikation – Freie Kür | Qualifikation – Freie Kür | Finale – Freie Kür | Finale – Freie Kür | Rang   |
| Athletinnen | Wettbewerb        | Punkte                    | Rang                      | Punkte             | Rang               | Rang   |
| --- | ----------------- | ------------------------- | ------------------------- | ------------------ | ------------------ | ------ |
| Frauen |                   |                           |                           |                    |                    |        |
| Berta Ferreras | Solo              | 162,6424                  | 2                         | 162,9758           | 2                  | Silber |
| Julia Echeberria Irene Toledano | Duett             | 160,4379                  | 4                         | 160,8046           | 4                  | 4      |
| Julia Echeberria Berta Ferreras Helena Jauma Carmen Juárez Emilia Luboslavova Raquel Estefanía Navarro Itziar Sánchez Irene Toledano Sara Saldaña Lidia Vigara | Team              | 160,7072                  | 2                         | 162,0406           | 2                  | Silber |
| Julia Echeberria Berta Ferreras Helena Jauma Carmen Juárez Emilia Luboslavova Raquel Estefanía Navarro Itziar Sánchez Irene Toledano Sara Saldaña Lidia Vigara | Freie Kombination | 86,9667                   | 2                         | 87,7333            | 2                  | Silber |

### Wasserball
Hier fanden Jugendwettbewerbe statt. Bei den Wasserballteams waren das die U18-Mannschaften (Jahrgang 1998).
| Wettbewerb    | Frauen | Männer |
| ------------- | --- | --- |
| Athleten      | Alejandra Aznar Carmen Baringo Alba Bonamusa Paula Crespí Helena Dalmases Sandra Domene Laura Gómez Blanca Goset Mireia Guiral Paula Leitón Elia Montoya Anna Roldán Paula Rutgers | Oriol Albacete Jordi Chico Alex De la Fuente Josu Fernández Álvaro García Pablo Gómez de la Puente Álvaro Granados Guillermo Palomar Nikolas Paúl Josep Puig Oriol Rodríguez Marc Salvador Francisco Valera |
| Gruppenphase  | Serbien 17:4 Italien 10:8 Russland 8:12 Slowakei 20:4 Frankreich 20:5 | Malta 22:4 Serbien 10:9 Slowakei 14:9 |
| Viertelfinale | Ungarn 8:5 | Russland 14:9 |
| Halbfinale    | Griechenland 9:6 | Kroatien 9:8 |
| Finale        | Russland 10 (7):10 (6) | Serbien 7:8 |
| Platzierung   | Silber | Silber |

### Wasserspringen
Hier fanden die Junioreneuropameisterschaften der U19 (Jahrgang 1997) statt.
| Athleten           | Wettbewerb        | Vorkampf | Vorkampf | Finale | Finale | Rang |
| Athleten           | Wettbewerb        | Punkte   | Rang     | Punkte | Rang   | Rang |
| ------------------ | ----------------- | -------- | -------- | ------ | ------ | ---- |
| Männer             |                   |          |          |        |        |      |
| Juan Pablo Socorro | Kunstspringen 3 m | 399,85   | 23       | –      | –      |      |
| Juan Pablo Socorro | Turmspringen 10 m | 378,25   | 15       | –      | –      |      |